# Hainz
Hainz je priimek v Sloveniji, ki ga je po podatkih Statističnega urada Republike Slovenije na dan 1. januarja 2010 uporabljalo 15 oseb.

## Znani nosilci priimka
- Damijana Hainz, knjižničarka, prejemnica Čopove diplome (2005)
- Jože Hainz (1914—1962), zgodovinar, šolnik, direktor Višje pedagoške šole v Ljubljani
- Primož Hainz (*1947), zgodovinar, politik